# Köthel (Stormarn)
Köthel település Németországban, Schleswig-Holstein tartományban. Lakosainak száma 315 fő (2023. december 31.). Köthel Köthel (Lauenburg), Koberg, Hohenfelde (Stormarn), Trittau, Hamfelde és Mühlenrade községekkel határos.

## Népesség
A település népességének változása:
| Lakosok száma | 224  | 314  | 335  | 329  | 325  | 322  | 315  |
|               | 1975 | 2014 | 2017 | 2019 | 2021 | 2022 | 2023 |